# Wilhelm Berger
Wilhelm Berger, född 9 augusti 1861, i Boston, USA, död den 16 januari 1911 i Jena, var en tysk tonsättare.
Berger, som var elev till Kiel, var en tid lärare vid Scharwenkas konservatorium i Berlin och blev 1903 hovkapellmästare i Meiningen med titeln professor. 
Berger har skrivit sånger, som blivit ganska mycket spridda, vidare pianostycken, symfonier, diverse kammarmusik samt större och mindre körverk: Gesang der geister, Totentanz, Meine göttin, Euphorion med flera.